# Дону, Пьер
Пьер Клод Франсуа Дону́ (фр. Pierre Claude François Daunou; 18 августа 1761 года, Булонь-сюр-Мер — 20 июня 1840 года, Париж) — французский политик, архивариус и историк; неизменный секретарь Академии надписей и изящной словесности; первый президент Трибуната.
В 1792 году — умеренный член Конвента, затем член Совета пятисот, в 1807 году — директор государственного архива, в 1818 году — депутат. Похоронен на кладбище Пер-Лашез (участок 28).

## Творчество
- «Essai historique sur la puissance temporelle des papes»
- «Cours d’etudes historiques» (1842—49)